# Гуардия Пертикара
Гуа̀рдия Пертика̀ра (на италиански: Guardia Perticara) е село и община в Южна Италия, провинция Потенца, регион Базиликата. Разположено е на 750 m надморска височина. Населението на общината е 557 души (към 2013 г.).